# Agrarenergie

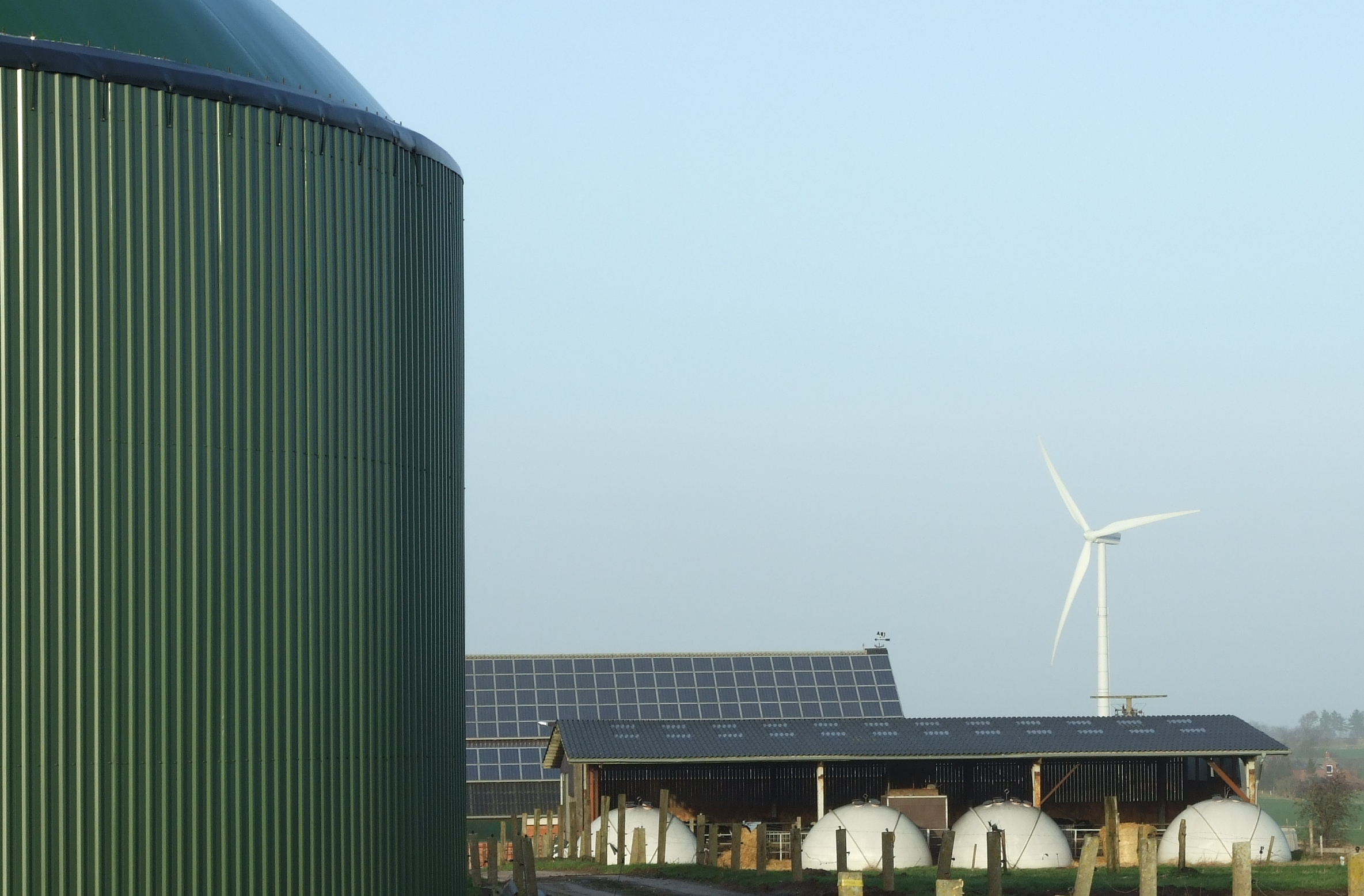
Fermenter einer Biogasanlage (links), Photovoltaikanlage (hinten) und Windkraftanlage

Als Agrarenergie wird Energie bezeichnet, die mit Hilfe der Landwirtschaft gewonnen werden kann. Die engere Definition umfasst nur landwirtschaftliche Bioenergien, die auf der Produktion und Nutzung von Pflanzen oder Biomasse beruhen. Die weiter gefasste Definition beispielsweise auch Wind- und Solarenergie, die im Bereich landwirtschaftlicher Flächen erzeugt wird. Zudem benutzen Kritiker der derzeitigen Form energetischer Nutzung nachwachsender Rohstoffe teilweise den Begriff Agrarenergie, um die positive Assoziation von „Bioenergie“ mit „umweltfreundlich, ökologisch“ zu vermeiden.
Um den Unterschied zur klassischen Tätigkeit (Ackerbau, Veredelung) deutlich zu machen, spricht man bei Landwirten, die Agrarenergie erzeugen, auch von Energiewirten.

## Formen der Agrarenergie

### Bioenergie
siehe Hauptartikel Bioenergie

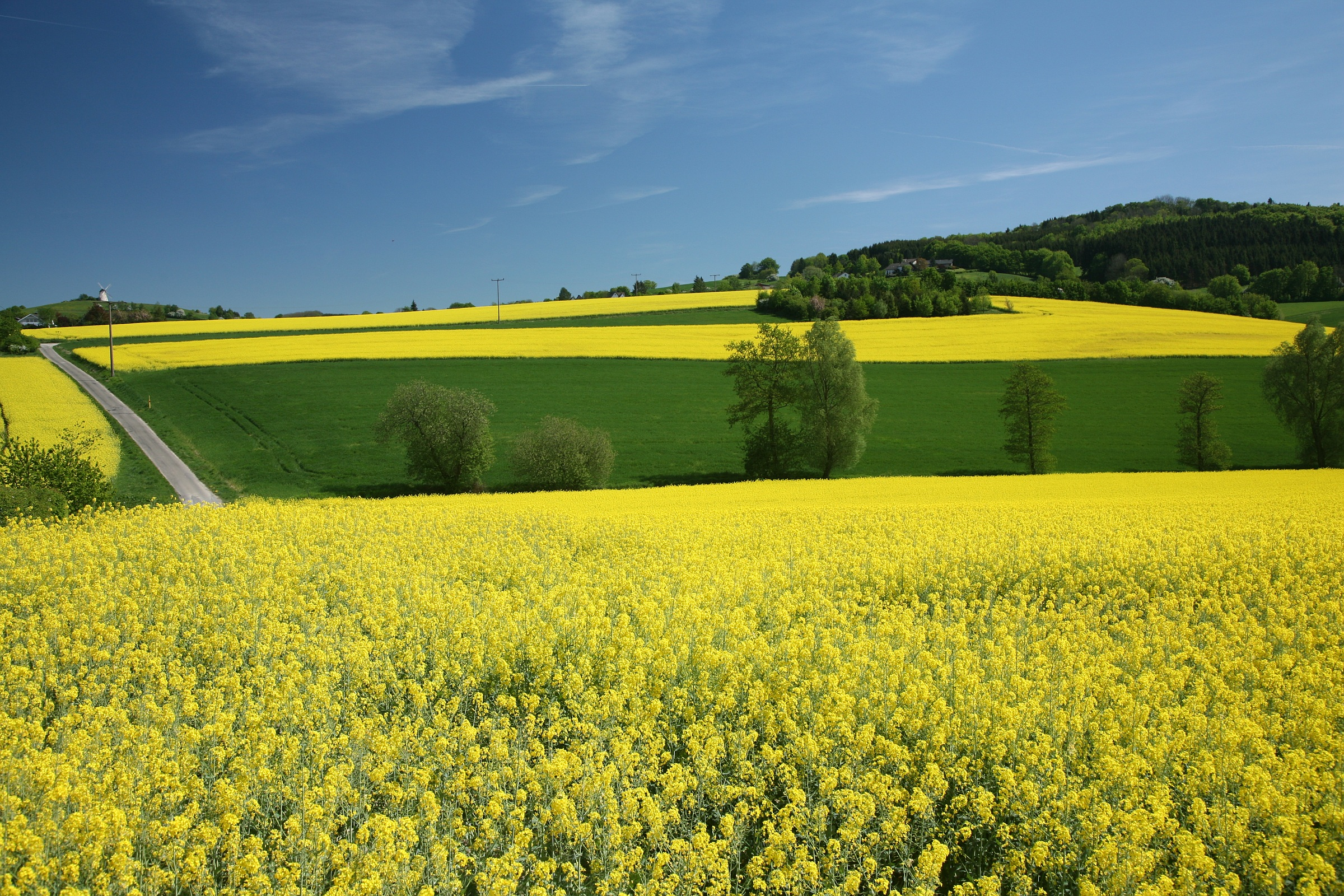
Rapsfelder

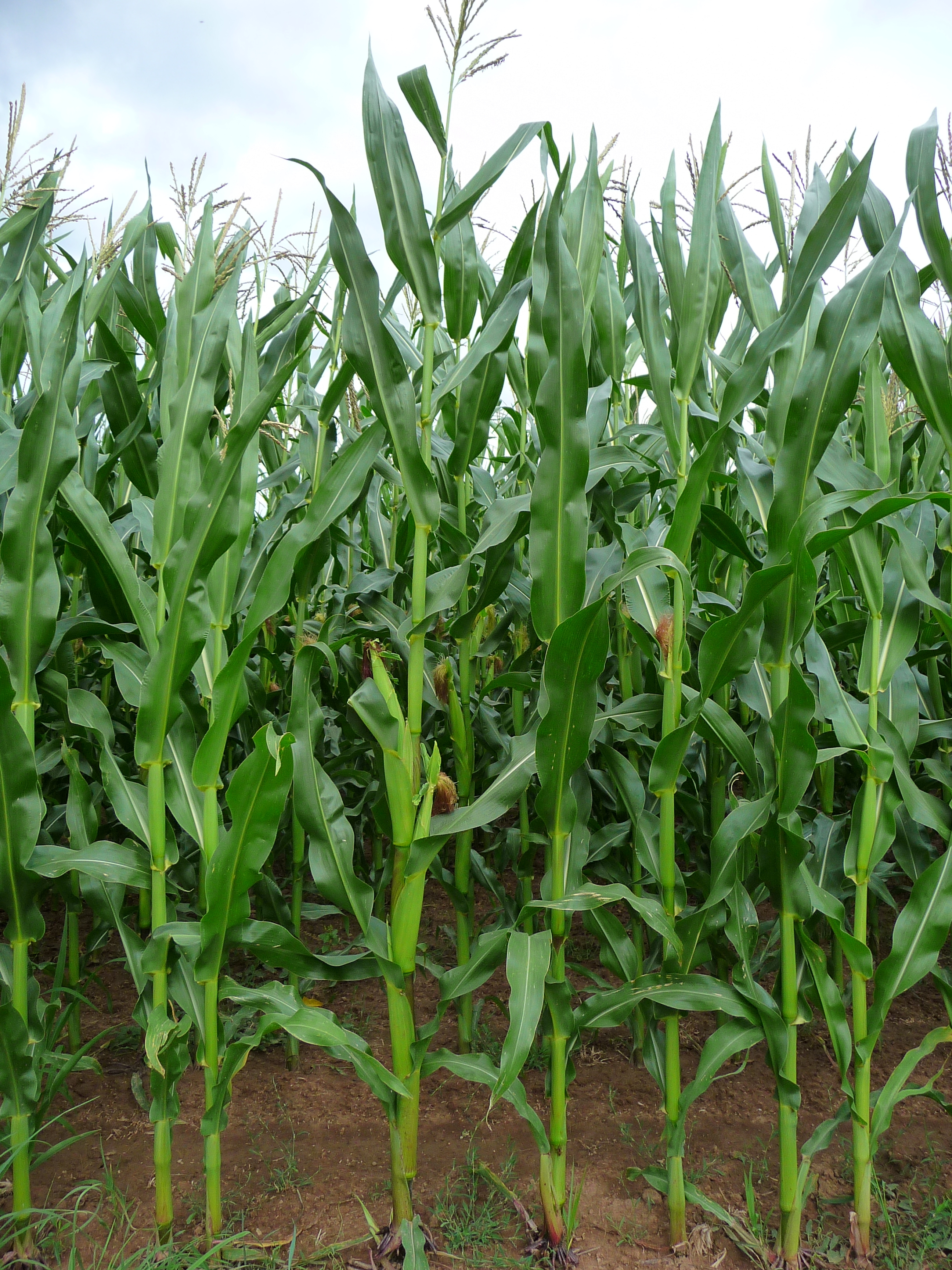
Maisfeld

Basis der Bioenergie ist die Sonnenenergie. Diese wird von Pflanzen mit Hilfe der Photosynthese zur Erzeugung von Biomasse genutzt. Abhängig von der Art der Biomasse ergeben sich unterschiedliche Nutzungsmöglichkeiten. Als landwirtschaftliche Einsatzstoffe für Biomasseheizwerke und Biomasseheizkraftwerken zur Wärme- und Stromerzeugung kommen vor allem Holz aus Kurzumtriebsplantagen und Nebenprodukte wie Stroh in Frage. Biogas wird durch Vergärung von Gülle, Pflanzensilage und anderer Biomasse gewonnen und dient zur Strom- und Wärmeerzeugung sowie als Ausgangsstoff für Biomethan als Substitut für Erdgas. 
Neben dem Maisanbau für die Biogaserzeugung spielt die Bereitstellung von Rohstoffen für die Herstellung von Biokraftstoffe die größte Rolle in der Agrarenergie. So wird Bioethanol durch Vergärung von Zuckern (aus Zuckerrübe, Zuckerrohr) und Zuckerpolymeren wie Stärke (aus Mais, Getreide, Kartoffel) gewonnen. Für die Gewinnung von Bioethanol aus Cellulose (Cellulose-Ethanol) könnte künftig auch Holz aus Kurzumtriebsplantagen eine Rolle spielen. Pflanzenölkraftstoffe und Biodiesel werden aus ölhaltigen Pflanzenbestandteilen gewonnen (Frucht von Raps, Soja, Ölpalme). Synthetische Biokraftstoffe (BtL-Kraftstoffe, biomass to liquid) dagegen können aus fast jeder Art Biomasse hergestellt werden (Stroh, Miscanthus, Kurzumtriebsholz), befinden sich aber noch in der Entwicklung.

### Andere Erneuerbare Energien
Eine erweiterte Definition der Agrarenergie umfasst auch erneuerbare Energien, die nicht auf der Photosynthese basieren:
- Windenergie wird häufig von Windkraftanlagen auf Agrarflächen genutzt. Da in Deutschland mehr als ein Drittel der Fläche landwirtschaftlich genutzt wird, und sich zudem ertragreiche Windstandorte bevorzugt in diesen Bereichen finden ist die Stromerzeugung für die Landwirtschaft wichtig. Wegen der hohen Investitionskosten treten Landwirte meist nur als Verpächter der Flächen oder Teilinvestor der Windparks auf.
- Photovoltaikanlagen werden häufig im landwirtschaftlichen Bereich installiert. Die Dachflächen von Wirtschaftsgebäuden bieten viel Platz zu Installation der Anlagen. Zudem werden auch landwirtschaftliche Flächen von Investoren für die Errichtung freistehender Anlagen (Freiflächenanlagen) verwendet.

## Vor- und Nachteile

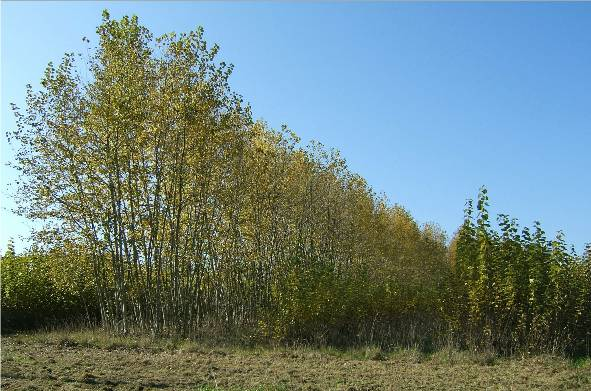
Kurzumtriebskultur aus Hybrid-Pappeln

Für die Landwirtschaft bietet die Agrarenergie eine zusätzliche Einnahmequelle. Ebenso wie die Nutzung der Bioenergie insgesamt bietet die Agrarenergie eine Möglichkeit der Energieerzeugung aus Regenerativen Rohstoffen, bei deren Nutzung nur so viel Kohlendioxid frei wird, wie während des Wachstums der genutzten Pflanzen in der Biomasse gebunden wurde. Gleichwohl steht die Agrarenergie zeitweise in der Kritik, da sie eine Flächenkonkurrenz zur Nahrungs- und Futtermittelerzeugung darstellt und für den enormen Anstieg der Nahrungsmittelpreise im Jahr 2007 mit verantwortlich gewesen sein soll (siehe FAO Food Price Index). Kritisiert wird auch die Veränderung des Landschaftsbildes durch Veränderung der Flächenverhältnisse von Ackerkulturen und durch Zunahme der Anzahl und Größe von Windkraftanlagen.